# De rerum natura

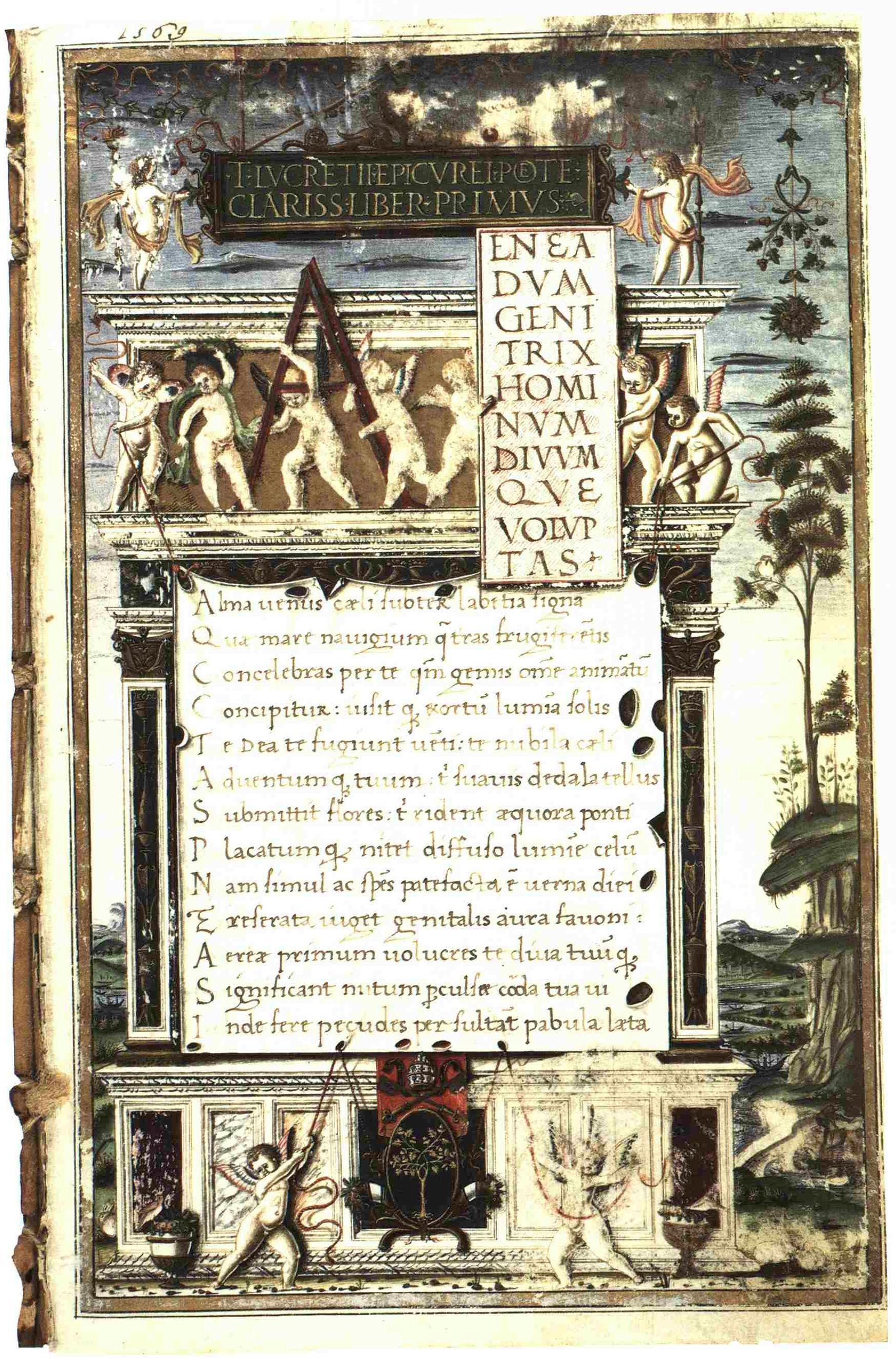
Der Anfang von De rerum natura in der für Papst Sixtus IV. im Jahr 1483 geschriebenen Handschrift Città del Vaticano, Biblioteca Apostolica Vaticana, Vat. lat. 1569, fol. 1r

De rerum natura, Ausgabe von Denis Lambin, Paris 1570

De rerum natura (deutsch Über die Natur der Dinge oder Vom Wesen des Weltalls) ist ein aus dem 1. Jahrhundert v. Chr. stammendes Lehrgedicht des römischen Dichters, Philosophen und Epikureers Titus Lucretius Carus, genannt Lukrez. Die Hommage an Epikur handelt von der Stellung des Menschen in einem von den Göttern nicht beeinflussten Universum.

## Übersicht
Das sechsbändige, in Form von daktylischen Hexametern verfasste Lehrgedicht gibt die Naturphilosophie Epikurs wieder. Lukrez wollte damit eine Philosophie vermitteln, die dem Menschen Gemütsruhe und Gelassenheit gibt und ihm die Furcht vor dem Tode und den Göttern nimmt, die aus der Unkenntnis des Menschen über seine Stellung in der Welt, über die Natur und das Wesen entspringt und folglich durch Aufklärung überwunden werden muss. Es ist religionskritisch („… das Leben der Menschen / Unter der Religion gewaltsam niedergetreten … Religion die Mutter greulicher Taten“), geprägt von der materialistischen Atomlehre der griechischen Antike und verkündet, dass die Götter weder in der Lage noch willens sind, sich in das Leben der Menschen einzumischen.
Nach Berichten des Hieronymus soll das Werk durch den berühmten römischen Redner Cicero korrigiert (emendiert) und nach dem Tod des Lukrez 50 v. Chr. herausgegeben worden sein. Als Quelle dürfte Lukrez die heute nur noch zum Teil erhaltenen Schriften Epikurs selbst benutzt haben.

## Aufbau
Das Werk besteht aus sechs Büchern von je nachdem auch deutlich über 1000 Versen Länge, die in drei Buchpaare geteilt werden können:
1. Atomlehre: Grundlagen (1. Buch) und Phänomene (2. Buch)
2. Seelenlehre: Vergänglichkeit der Seele und Widerlegung der Todesfurcht (3. Buch), Wahrnehmungs- und Affektenlehre (4. Buch)
3. Darstellung der empirischen Welt: Kosmologie und Kulturentstehungslehre (5. Buch), Meteorologie (6. Buch)

## Inhalt
Das Werk stellt die Physik, Psychologie und Kulturtheorie Epikurs dar. Die Ethik wird nur am Rande behandelt.
Lukrez versucht, die Entstehung von Gesellschaft und Kultur auf rein natürliche Ursachen zurückzuführen, ohne Dazwischenkunft irgendwelcher Gottheiten. Demnach lebten die Menschen zunächst in einem tierähnlichen Zustand, ohne Sprache, Erkenntnis und sozialen Zusammenhalt, die sich erst später durch die Erfahrung entwickelten. Der Staat entsteht auf Basis der Vertragstheorie. Die gesellschaftliche Entwicklung wird durch die Vernunft der Menschen vorangetrieben. Lukrez wendet sich gegen die deterministische, von der Idee göttlicher Durchdringung und göttlichen Wirkens des Kosmos beherrschte Weltsicht der Stoa: Die Welt sei viel zu mangelhaft, um von Göttern erschaffen zu sein. Er postuliert in Weiterentwicklung des Ansatzes von Epikur einen engen Zusammenhang zwischen den Zufallsschwankungen (fortuna) der Atome, die allerdings nicht sichtbar seien, und dem freien Willen der Lebewesen, also zwischen Materie und Psyche. So begründet er die menschliche Individualität ebenso wie die Notwendigkeit einer rein beobachtenden Naturerforschung, die nur Regelmäßigkeiten mittels sinnlicher Wahrnehmung, jedoch keine Notwendigkeiten erkennen könne.

## Ausgaben und Übersetzungen
Gesamtausgaben
- Titi Lucreti Cari De rerum natura libri sex. Hrsg. und übers. von Cyril Bailey. 3 Bände, Clarendon Press, Oxford 1947 (kritische Ausgabe mit englischer Übersetzung und Kommentar; zahlreiche Nachdrucke)
  - Band 1: Vorwort, Text, kritischer Apparat und Übersetzung.
  - Band 2: Kommentar Bücher 1–3.
  - Band 3: Kommentar Bücher 4–6, Addenda, Indices und Bibliographie.
- T. Lucreti Cari De rerum natura libri sex. Hrsg. Conrad Müller. Rohr, Zürich 1975.
- T. Lucreti Cari De rerum natura libri sex. Hrsg. Josef Martin. Teubner, Leipzig 1953 (zahlreiche Nachdrucke).
- Titus Lucretius Carus: Welt aus Atomen. Lateinisch und deutsch. Textgestaltung, Einl. und Übers. von Karl Büchner. Zürich: Artemis 1956. (Die Bibliothek der Alten Welt. Römische Reihe). – Überarb. Neuausg.: Stuttgart: Reclam 1973 (Universal-Bibliothek; 4257), ISBN 3-15-004257-7 (zahlreiche Nachdrucke, zuletzt 2020). – Neuausgabe: Durchges. und mit einem Nachwort versehen von Eva Marie Noller. Ditzingen: Reclam 2023 (Universal-Bibliothek; 14407), ISBN 978-3-15-014407-7
- Titus Lucretius Carus: Von der Natur. Hrsg. und übers. von Hermann Diels, mit einer Einführung und Erläuterungen von Ernst Günther Schmidt. Artemis & Winkler, München 1993, ISBN 3-7608-1564-2.
- Titus Lucretius Carus: Über die Natur der Dinge. Lateinisch und deutsch (= Schriften und Quellen der Alten Welt 32). Hrsg. und übers. von Josef Martin. Akademie-Verlag, Berlin 1972.
- Titus Lucretius Carus: Vom Wesen des Weltalls. Übers. von Dietrich Ebener. Leipzig: Reclam 1989. (Reclams Universal-Bibliothek. 1292), ISBN 3-379-00434-0. - Neuausg.: Berlin: Aufbau 1994 (Bibliothek der Antike. Römische Reihe), ISBN 3-351-02279-4
- Lukrez: Über die Natur der Dinge. Neu übersetzt und reich kommentiert von Klaus Binder. Mit einem Vorwort von Stephen Greenblatt. Berlin: Galiani 2014, ISBN 978-3-86971-095-2

- Lucretius, On the nature of things. Translated, with introduction and notes, by Martin Ferguson Smith. Hackett Publishing Company, Indianapolis / Cambridge 1969, revised edition 2001, (Auszüge online). – Rez. von: Robert Todd, Bryn Mawr Classical Review 2002.02.08
- Lucretius, De rerum natura. With an English Translation by W. H. D. Rouse (zuerst 1924). Revised by Martin Ferguson Smith. Harvard University Press, Cambridge, Ma., London 1975, second edition 1982, reprinted with revisions 1992 (Loeb Classical Library 181).
- Titus Lucretius Carus: De rerum natura libri VI. Hrsg. von Marcus Deufert. (Bibliotheca Scriptorum et Romanorum Teubneriana = BT 2028). Berlin / Boston : de Gruyter 2019, ISBN 978-3-11-026251-3

Teilausgaben und Kommentare
- Titus Lucretius Carus: De rerum natura I. Hrsg. P. Michael Brown, Bristol Classical Press, Bristol 1984, ISBN 0-86292-076-0 (mit englischer Einleitung und Kommentar).
- Titus Lucretius Carus: Lucretius on atomic motion. A commentary on De rerum natura book two, lines 1–332. Hrsg. Don Paul Fowler, postum hg. v. Peta Fowler, Oxford: Oxford University Press 2002, ISBN 0-19-924358-1 (Kommentar)
- Titus Lucretius Carus: De rerum natura III. Hrsg. und übers. von P. Michael Brown, Aris & Phillips, Warminster/Wiltshire 1997, ISBN 0-85668-695-6 (mit englischer Übersetzung und Kommentar).
- Titus Lucretius Carus: De rerum natura. Book III. Hrsg. Edward J. Kenney, Cambridge University Press, Cambridge 1971, ISBN 0-521-08142-4 (mit englischem Kommentar).
- Titus Lucretius Carus: De rerum natura IV. Hrsg. und übers. von John Godwin, Aris & Phillips, Warminster/Wiltshire 1986, ISBN 0-85668-308-6 (mit englischer Übersetzung und Kommentar).
- Titus Lucretius Carus: Lucretius on love and sex. A commentary on De rerum natura IV, 1030–1287. Hrsg. und übers. von Robert D. Brown, Brill, Leiden 1987, ISBN 90-04-08512-2 (kritische Ausgabe mit englischer Übersetzung und Kommentar).
- Titus Lucretius Carus: De rerum natura V. Hrsg. C. D. N. Costa, Oxford University Press, Oxford 1984, ISBN 0-19-814457-1 (mit englischem Kommentar).
- Titus Lucretius Carus: De rerum natura VI. Hrsg. und übers. von John Godwin, Aris & Phillips, Warminster/Wiltshire 1991, ISBN 0-85668-500-3 (mit englischer Übersetzung und Kommentar).